# Peter Charanis
Peter Charanis (ur. 1908 na Lemnos zm. 23 marca 1985) – grecki i amerykański historyk, bizantynolog. 

## Życiorys
Urodził się na Lemnos, w 1920 wyemigrował wraz z bratem do USA, gdzie zamieszkał w New Jersey. Studia uwieńczone doktoratem na University of Wisconsin-Madison pod kierunkiem Aleksandra Wasiljewa. Naukę uzupełniał w Brukseli pod kierunkiem Henry'ego Grégoire'a (1936–1938). Tam poznał swoją przyszłą żonę Madeleine Schiltz i nawiązał przyjaźnie z Nicholasem Adontzem i Paul Wittekiem. Okres ten zaowocował zainteresowaniem się Ormianami i ich rolą w Bizancjum. Przez jakiś czas wykładał na Uniwersytecie Arystotelesa w Salonikach. Po powrocie do USA (1938) wykładał do 1963 na Rutgers University. 
W 1976 przeszedł na emeryturę. Jego uczniem był Gustave Alef (1922–1996), badacz dziejów Rusi. 

## Wybrane publikacje
- An important short chronicle of the fourteenth century, "Byzantion" 13 (1938).
- Byzantium, the West and the origin of the First Crusade, "Byzantion" 19 (1949).
- On the Social Structure and Economic Organization of the Byzantine Empire in the Thirteenth Century and Later, "Byzantinoslavica" 12 (1951).
- Ethnic Changes in the Byzantine Empire in the Seventh Century, "Dumbarton Oaks Papers" 13 (1959).
- The Armenians in the Byzantine Empire, "Byzantinoslavica" 22 (1961).